# 私立学校審議会
私立学校審議会（しりつがっこうしんぎかい）は、都道府県に設置される機関である。私立学校法で規定され、私立大学及び私立高等専門学校以外の私立学校（一条校）並びに私立専修学校及び私立各種学校に関する重要事項について、都道府県知事に建議することを目的としている。

## 概要
私立学校審議会は以下に事項に関する職務がある。
- 私立の幼稚園、小学校、中学校、高等学校、中等教育学校及び特別支援学校の設置、廃止、学校法人設立の認可等について審議しなければならない
- 私立の幼稚園、小学校、中学校、高等学校、中等教育学校及び特別支援学校に関する重要事項を都道府県知事に建議することができる

## 委員
- 都道府県知事の定める員数の委員をもって、組織する。
- 委員は、教育に関し学識経験を有する者のうちから、都道府県知事が任命する。
- 私立学校審議会の委員の任期は、4年とする。ただし、欠員が生じた場合の補欠委員の任期は、前任者の残任期間とする。
- 委員は再任されることができる。